# Parataracticus arenicolus
Parataracticus arenicolus là một loài ruồi trong họ Asilidae. Parataracticus arenicolus được Martin miêu tả năm 1968. Loài này phân bố ở vùng Tân nhiệt đới.